# Belenois theora
Belenois theora är en fjärilsart som först beskrevs av Doubleday 1846.  Belenois theora ingår i släktet Belenois och familjen vitfjärilar. Inga underarter finns listade i Catalogue of Life.